# ميخائيل نكراسوف
ميخائيل نكراسوف (بالروسية: Некрасов, Михаил Вячеславович)‏ (17 سبتمبر 1980 في روسيا - ) هو لاعب كرة قدم روسي في مركز الوسط. لعب مع FC Neftekhimik Nizhnekamsk ‏ وFC Sodovik Sterlitamak ‏ وFC Gubkin ‏ وFC Sever Murmansk ‏ وPolicijas FK ‏ وأفانجارد كورسك.

## وصلات خارجية
- ميخائيل نكراسوف على موقع قاعدة بيانات كرة القدم.إي يو (الإنجليزية)
- ميخائيل نكراسوف على موقع Soccerway.com (الإنجليزية)